# 파카

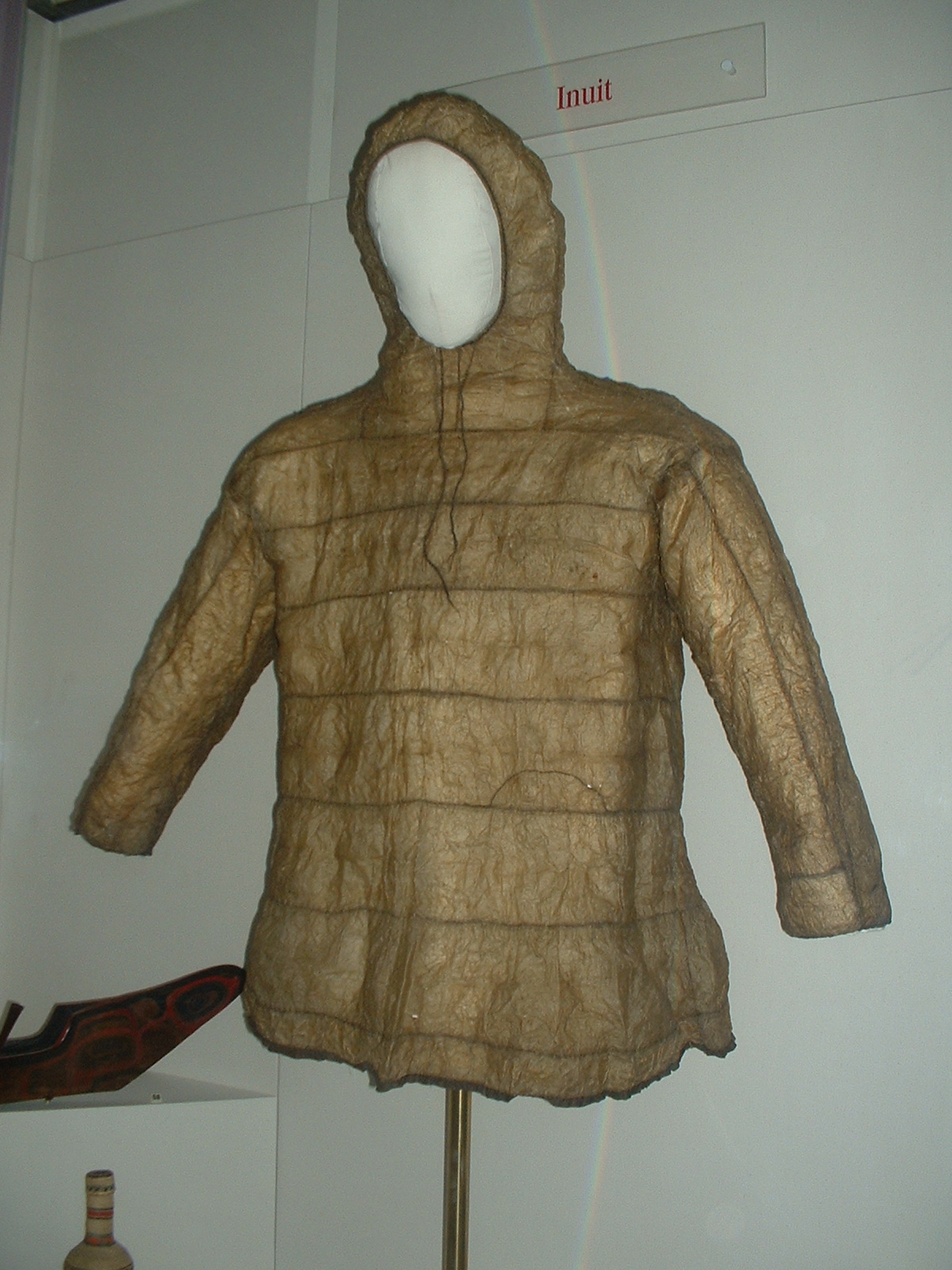
이누이트 파카

파카(Parka)는 바람막이 점퍼의 일종이다.
후드가 달린 코트 유형으로 종종 모피 또는 인조 모피 안감이 있다. 이런 종류의 의복은 추운 북극에서 사냥과 카약을 타기 위해 전통적으로 순록이나 물개 가죽으로 만든 이누이트 의복의 필수품이다. 일부 이누이트 아노락(anorak)은 내수성을 유지하기 위해 어유로 정기적으로 코팅해야 한다.
아노락과 파카라는 단어는 같은 의미로 사용되어 왔지만 다소 다른 의복이다. 엄밀히 말하면, 아노락은 전면 개구부가 없는 방수 후드가 달린 풀오버 재킷이며 때로는 허리와 소맷단에 조임끈이 있고 파카는 일반적으로 매우 따뜻한 합성 섬유로 채워진 엉덩이 길이의 추운 날씨 코트이다.

## 같이 보기
- 후디